# See You Again (Wiz Khalifa-sang)
 For alternative betydninger, se See You Again. (Se også artikler, som begynder med See You Again)
"See You Again" er en sang af den amerikanske rapper Wiz Khalifa, hvor han har selskab af den amerikanske sanger Charlie Puth, der synger og spiller klaver i omkvædet. Sangen er med i actionfilmen Furious 7 fra 2015, som en sidste hilsen til Paul Walker, der døde i en bilulykke i november 2013. Singlen blev udgivet den 17. marts 2015 i USA, efterfulgt af en international udgivelse den 3. april, og i Storbritannien den 12. april 2015.
Sangen har rekorden for mest streamede sang på en enkelt dag på Spotify i USA (4,2 millioner gange, den 13. april 2015), og satte også rekorden for flest streamede gange på en enkelte uge i 26 lande, fra 6. april til 12. april (21,9 millioner gange), og også i Storbritannien i en enkelte uge (3,72 millioner gange fra 20. april til 26. april). "See You Again" var en kæmpe international succes, hvor den nåede førstepladsen i 17 lande, herunder Australien, Canada, Irland, New Zealand, Storbritannien, USA og Danmark. I USA endte den Mark Ronsons "Uptown Funk"'s 14 uger i træk som nummer et på Billboard Hot 100.

## Hitlister og certifikationer
| Hitliste (2015)                                                            | Højeste placering |
| -------------------------------------------------------------------------- | ----------------- |
| Australien (ARIA)                                                          | 1                 |
| Belgien (Ultratop 50 Flanderen)                                            | 1                 |
| Belgien (Ultratop 50 Vallonien)                                            | 2                 |
| Canada (Canadian Hot 100)                                                  | 1                 |
| Canada CHR/Top 40 (Billboard)                                              | 26                |
| Danmark (Track Top-40)                                                     | 1                 |
| Europa (Euro Digital Songs)                                                | 1                 |
| Finland (Suomen virallinen lista)                                          | 1                 |
| Frankrig (SNEP)                                                            | 2                 |
| Grækenland Digitale Sange (Billboard)                                      | 2                 |
| Holland (Dutch Top 40)                                                     | 3                 |
| Holland (Single Top 100)                                                   | 3                 |
| Irland (IRMA)                                                              | 1                 |
| Israel (Media Forest)                                                      | 3                 |
| Italien (FIMI)                                                             | 1                 |
| Luxembourg Digital Songs (Billboard)                                       | 1                 |
| Malaysia (Music Weekly Asia Arkiveret 22. juli 2015 hos Wayback Machine)   | 1                 |
| New Zealand (RIANZ)                                                        | 1                 |
| Norge (VG-lista)                                                           | 1                 |
| Portugal Digital Songs (Billboard)                                         | 1                 |
| Schweiz (Schweizer Hitparade)                                              | 1                 |
| Skotland (Official Charts Company)                                         | 1                 |
| Singapore (Music Weekly Asia Arkiveret 24. april 2016 hos Wayback Machine) | 1                 |
| Spanien (PROMUSICAE)                                                       | 7                 |
| Storbritannien Singles (Official Charts Company)                           | 1                 |
| Storbritannien R&B (Official Charts Company)                               | 1                 |
| Sverige (Sverigetopplistan)                                                | 1                 |
| Sydkorea (Gaon)                                                            | 36                |
| Sydkorea International Chart (Gaon)                                        | 3                 |
| Tyskland (Official German Charts)                                          | 1                 |
| Ungarn (Single Top 40)                                                     | 1                 |
| USA Billboard Hot 100                                                      | 1                 |
| USA Hot R&B/Hip-Hop Songs (Billboard)                                      | 1                 |
| USA Hot Rap Songs (Billboard)                                              | 1                 |
| USA Dance/Mix Show Airplay (Billboard)                                     | 32                |
| USA Digital Songs (Billboard)                                              | 1                 |
| USA R&B/Hip-Hop Airplay (Billboard)                                        | 43                |
| USA Mainstream Top 40 (Billboard)                                          | 13                |
| USA Rhythmic (Billboard)                                                   | 12                |
| Østrig (Ö3 Austria Top 40)                                                 | 1                 |

| Land | Certificering | Salg      |
| --- | ------------- | --------- |
| Australia (ARIA) | 2× Platin     | 140.000^  |
| Danmark (IFPI Danmark) | Guld          | 30.000^   |
| Italien (FIMI) | Platin        | 50.000    |
| New Zealand (RMNZ) | Platin        | 15.000*   |
| Sydkorea (Gaon) |               | 25.080    |
| Storbritannien (BPI) | Guld          | 400.000   |
| USA |               | 1.698.000 |
| *Salgstal baseret på certificering alene. · ^Forsendelsestal baseret på certificering alene. · Salgstal+streamingtal baseret på certificering alene. |               |           |

## Release history
| Region | Dato          | Format                 | Pladeselskab     |
| ------ | ------------- | ---------------------- | ---------------- |
| USA    | 7. april 2015 | Contemporary hit radio | Atlantic Records |